# Erotic Poetry
Erotic Poetry — перший мініальбом американського репера Esham, виданий лейблом Reel Life Productions 15 квітня 1991 р. Платівка є другим релізом у кар'єрі виконавця (перший — дебютний альбом 1989 р. Boomin' Words from Hell). Erotic Poetry випустили в один день з Homey Don't Play, другим мініальбомом репера.

## Список пісень
| #  | Назва           | Тривалість |
| -- | --------------- | ---------- |
| 1. | «Erotic Poetry» | 4:42       |
| 2. | «The Jaw Bone!» | 4:15       |
| 3. | «The Real Feel» | 4:34       |
| 4. | «Pleaze»        | 3:36       |